# Krzywaczka
Krzywaczka – wieś w Polsce położona w województwie małopolskim, w powiecie myślenickim, w gminie Sułkowice, przy drodze krajowej nr 52.
W latach 1954–1960 wieś należała i była siedzibą władz gromady Krzywaczka, po jej zniesieniu w gromadzie Głogoczów. W latach 1975–1998 miejscowość administracyjnie należała do województwa krakowskiego.

## Położenie
Położona jest w widłach potoków Głogoczówka i Harbutówka, na Pogórzu Wielickim.

## Integralne części wsi
| SIMC    | Nazwa    | Rodzaj     |
| ------- | -------- | ---------- |
| 0337099 | Brzezina | przysiółek |
| 0337053 | Dół      | część wsi  |
| 0337060 | Góra     | część wsi  |
| 0337076 | Jaworzna | część wsi  |
| 0337082 | Skotnica | część wsi  |

## Historia
We wsi znajduje się klasycystyczny dwór z XIX w., z charakterystycznymi ryzalitami oraz zabytkowy zespół karczmy wraz z zabudowaniami gospodarskimi.
We wsi znajduje się, pochodzący z początku XX w., kościół parafialny pw. Trójcy Przenajświętszej. Kamień węgielny pod tę murowaną świątynię położono w dniu 17 czerwca 1911 roku, a wybudowana została – z inicjatywy ks. Józefa Nowaka – w latach 1911–1924 w miejsce drewnianego kościoła – pomimo sprzeciwu konserwatora zabytków dr. Józefa Maczkowskiego. Konsekracji w dniu 20 maja 1924 roku, w obecności piętnastu kapłanów, dokonał biskup Anatol Nowak, ówczesny biskup pomocniczy archidiecezji krakowskiej. Kościół wykonany jest z cegły czerwonej, z lizenami, jednonawowy, z prezbiterium zamkniętym wielobocznie na planie krzyża. Dach siodłowy, niższy nad prezbiterium z attykami, kryty dachówką, zwieńczony czteroboczną wieżą i klasycystycznym hełmem oraz sygnaturką na osi prezbiterium i kaplic bocznych.
We wsi jest również cmentarz parafialny, gdzie znajduje się kaplica z 1887 roku – wybudowana na rzucie prostokąta, zamknięta od zachodu trójboczną absydą, jednonawowa, dach siodłowy kryty dachówką, wejście portalowe z piaskowca z motywem półkolumn ozdobione liściem lotosu. Dach zwieńczony sygnaturką z klasycystyczną wieżyczką wykutą z jednego kawałka kamienia. Drzwi dwuskrzydłowe dębowe. Ozdobą wnętrza tej gotyckiej kaplicy jest drewniany ołtarz. W podziemiach umieszczona jest krypta rodziny Schmidtów, fundatorów kaplicy.
Na terenie cmentarza znajdują się zabytkowe nagrobki pochodzące z XIX w. oraz kostnica cmentarna o konstrukcji zrębowej, zwęgłowanie na obłap, dach siodłowy kryty dachówką. Cmentarz porastają zabytkowe lipy, których obwód pozwala sądzić, że są one wiekowe.
Nie jest znana dokładna data erygowania parafii, ale dysponuje ona księgami metrykalnymi – zachowanymi prawie w komplecie – od początku XVII w.

## Zabytki
Obiekt wpisany do rejestru zabytków nieruchomych województwa małopolskiego.
- Zespół kościelny: kościół parafialny pw. Trójcy Przenajświętszej, otoczenie, starodrzew, ogrodzenie, zespół plebański (plebania, stodoła, budynek inwentarski), cmentarz z kaplicą, drzewostanem i nagrobkami z poł. XIX. wieku;
- zespół dworski: dwór, park;
- zespół zajazdu: karczma, wozownia ze stajnią, mur z bramami.

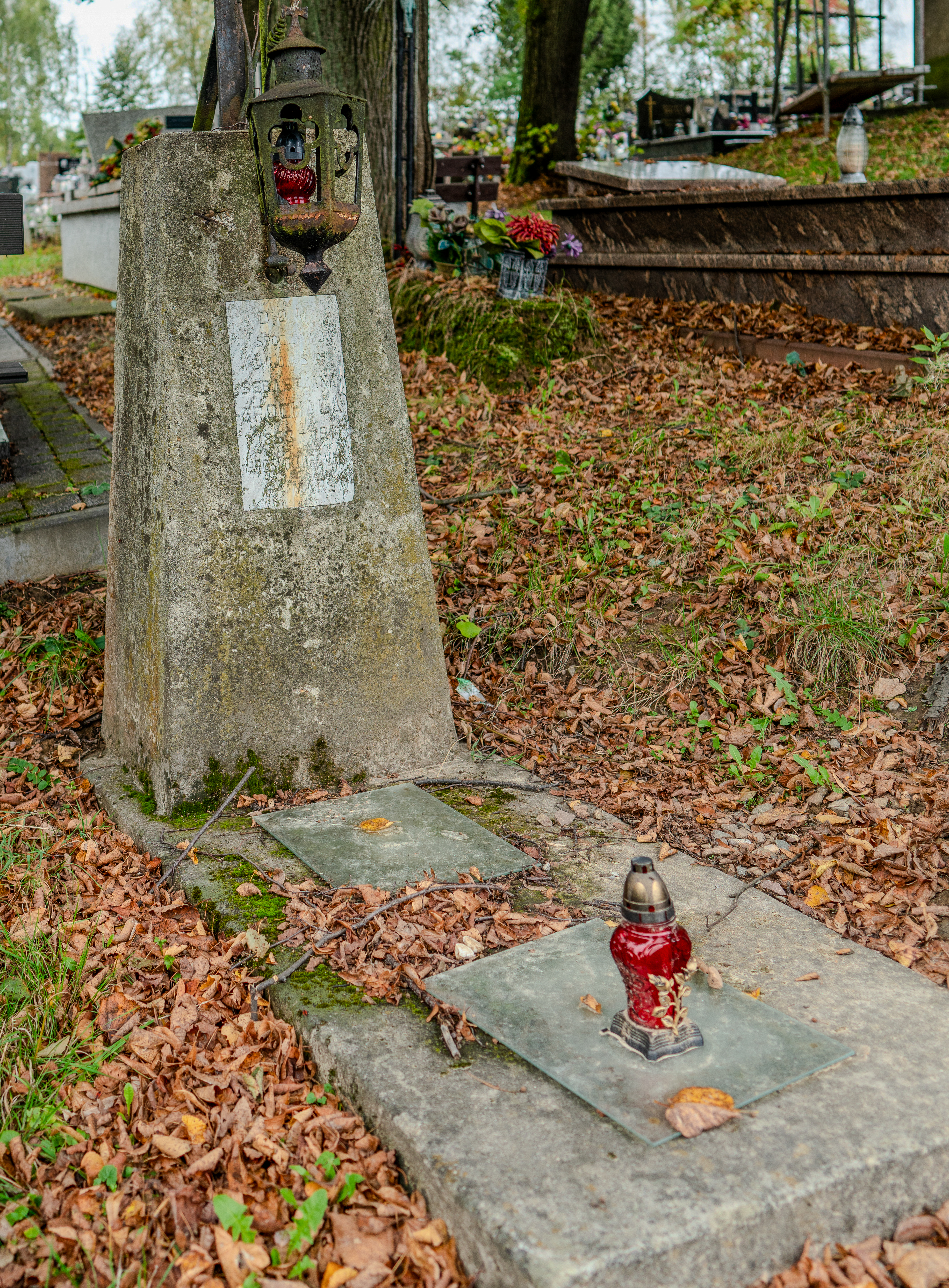
Nagrobek z poł. XIX
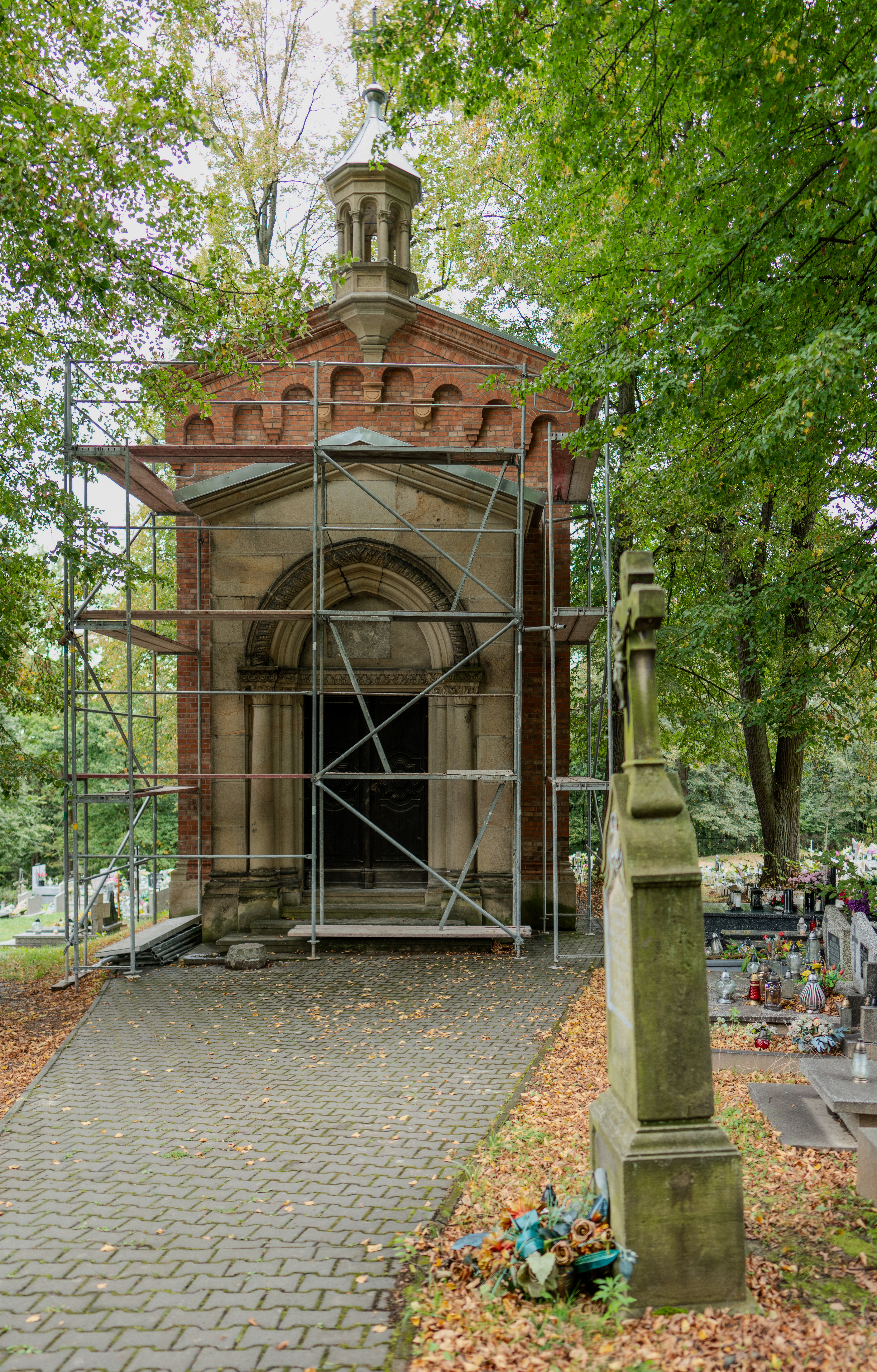
Kaplica
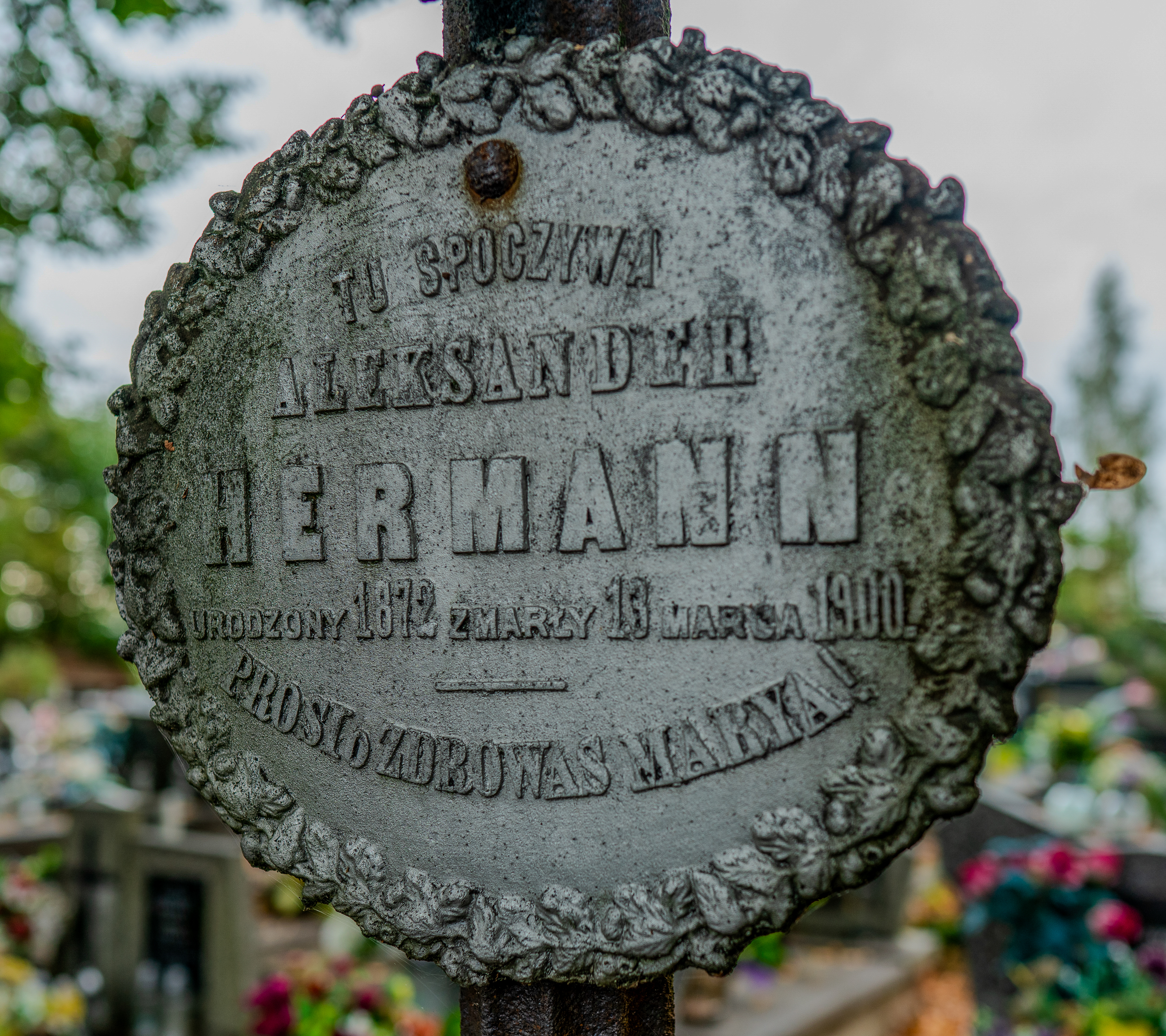
Groby

## Religia
- Parafia Przenajświętszej Trójcy